# ルドルフ・シュルツ＝ドルンブルク
ルドルフ・シュルツ＝ドルンブルク（Rudolf Schulz-Dornburg, 1891年3月31日 - 1949年8月16日）はドイツの指揮者。
ヴュルツブルクの生まれ。
ケルン音楽院で学び、その地で合唱指揮者としてキャリアをスタートさせた。
マンハイム、ミュンスター、エッセンで指揮者としての経験を積み、1919年のボーフム交響楽団の創立指揮者を経て、1934年にベルリン放送交響楽団の指揮者に就任した。
1942年にはベルリン放送の音楽総監督となり、ドイツ国営放送の総責任者も務めた。
第二次世界大戦後は、リューベックを中心に活動したが、1949年にグムンド・アム・テーゲルンゼーで亡くなった。

## 脚註
1. ↑  Killy, Walther; Vierhaus, Rudolf (30 November 2011) (英語). Directory of German Biography. Volume 9: Schmidt – Theyer. Walter de Gruyter. p. 203. ISBN 9783110966299

| スタブアイコン | サブスタブ | この項目は、まだ閲覧者の調べものの参照としては役立たない、音楽関係者（バンド等）に関連した書きかけの項目です。この項目を加筆・訂正などしてくださる協力者を求めています（P:音楽/PJ:芸能人）。 |